# Дорожук, Надежда Викторовна
Надежда Викторовна Дорожук (род. 23 января 1990) — белорусская легкоатлетка, специалистка по спортивной ходьбе. Выступает за сборную Белоруссии по лёгкой атлетике с 2007 года, победительница и призёрка первенств республиканского значения, участница чемпионата мира в Дохе. Мастер спорта Республики Беларусь международного класса.

## Биография
Надежда Дорожук родилась 23 января 1990 года. Занималась лёгкой атлетикой в Гродно.
Дебютировала на международном уровне в сезоне 2007 года, когда вошла в состав белорусской национальной сборной и выступила на юношеском мировом первенстве в Остраве — в программе ходьбы на 5000 метров закрыла двадцатку сильнейших.
В 2008 году финишировала девятой среди юниорок на Кубке мира в Чебоксарах, заняла 17-е место на юниорском мировом первенстве в Быдгоще.
На Кубке Европы 2009 года в Меце показала в юниорской гонке 14-й результат, тогда как на юниорском европейском первенстве в Нови-Саде во время прохождения дистанции 10 000 метров была дисквалифицирована.
В 2016 году на чемпионате Белоруссии в помещении в Могилёве выиграла серебряную медаль в ходьбе на 10 000 метров.
На Кубке Европы 2017 года в Подебрадах заняла на дистанции 20 км 27-е место.
В 2018 году на командном чемпионате мира по спортивной ходьбе в Тайцане закрыла десятку сильнейших в личном зачёте 50 км. На чемпионате Европы в Берлине в той же дисциплине пришла к финишу 11-й.
В 2019 году на дистанции 50 км с личным рекордом 4:17:29 финишировала седьмой на Кубке Европы в Алитусе, в то время как на чемпионате мира в Дохе заняла 13-е место.
В 2020 году в ходьбе на 35 км одержала победу на чемпионате Белоруссии в Гродно.
В 2021 году принимала участие в командном чемпионате Европы по спортивной ходьбе в Подебрадах — в дисциплине 35 км с результатом 2:52:59 стала пятой и третьей в личном и командном зачётах соответственно.